# Eurotherme Bad Hall
Das EurothermenResort Bad Hall ist ein Thermen- und Hotelkomplex in Bad Hall in Oberösterreich.

## Geschichte
1826 wurde in Bad Hall die erste kleine Badeanstalt gegründet. 1827 wurde erstmals das Wasser analysiert und ein hoher Jodgehalt festgestellt. 1837 erwirkte der Arzt Josef Starzengruber bei der Landesregierung die erste Badeordnung.
Erst mit Übernahme der Heilquelle durch das Land Oberösterreich 1855 konnte ein umfangreicher Kurbetrieb aufgebaut werden. Seit 1876 trägt der Ort das Prädikat Bad. Einen weiteren Aufschwung erlebte Bad Hall durch die Eröffnung der Kremstalbahn 1882.
Nach Rückschlägen durch Kriege und Weltwirtschaftskrise entstand ab 1948 ein moderner Kurbetrieb.
2007 und 2008 wurden 27 Millionen Euro in Sanierung und Erweiterung der Therme investiert.
Generaldirektor der Eurothermen Resorts war Markus Achleitner, mit 1. Dezember 2018 folgte ihm Thomas Prenneis in dieser Funktion nach.

## Unternehmen
Die Therme gehört – zwecks gemeinsamer marktstrategischer Positionierung – gemeinsam mit den Thermen in Bad Schallerbach und Bad Ischl zur Dachmarke EurothermenResorts der OÖ Thermenholding GmbH, Oberösterreichs größtem Tourismusunternehmen. Sie befindet sich in 100-%-Besitz einer Holding des Landes Oberösterreich.

## Infrastruktur
Das Resort teilt sich in das Thermenhotel Miraverde, das Kurhotel Vitana, das Thermalbad Mediterrana, die Saunawelt Relaxium und das Gesundheitszentrum Physikarium auf. Sämtliche Teilbereiche sind miteinander verbunden. Herum erstrecken sich 35 ha Parkanlagen.

### Thermenhotel Miraverde
Das 4-Sterne Hotel Miraverde liegt inmitten eines 35 ha großen Parks und verfügt über Einzel- und Doppelzimmer sowie Suiten in verschiedenen Kategorien. Im Wellnessbereich gibt es Ruhebereiche, eine Sauna und ein Dampfbad sowie ein Thermalhallenbad mit 32 Grad warmen Wasser. Das Restaurant bietet abends 5-Gang Menüs oder Themen- und Spezialitätenbuffets an.

### Kurhotel Vitana
Das Kurhotel Vitana ist speziell für Kurgäste ausgerichtet und bietet neben unterschiedlichen Gesundheitspaketen auch Kurpauschalen an. Die Gäste werden auch im berühmtesten Jugendstilbau Oberösterreichs – der Landesvilla – untergebracht. Es ist dort möglich, die Kur zusammen mit dem eigenen Hund zu verbringen.

### Therme Mediterrana
Entsprechend dem Namen verfügt das Thermalbad Mediterrana über mediterrane Architektur und ist in folgende Bereiche gegliedert:
- Innenbecken mit Massagetempel (Wassertemperatur: 32 °C)
- Panorama-Außenbecken (Wassertemperatur: 32 °C)
- Vitalbecken mit Massagedüsen und Sprudelliegen
- 3 Panorama-Whirlpools
- Römerbad
- Jod-Dampfbäder
- Großzügige Liegebereiche
- Mini-Mediterrana: Kleinkinderbereich mit Minirutschen in der Halle und im Freibereich
- Beauty-Mediterrana: Massage- und Beautyangebot
- Restaurant Mediterrana

### Saunawelt Relaxium
Neben verschiedenen Themensaunen verfügt die Saunawelt Relaxium auch über ein Sole-Dampfbad, eine Rauriser-Naturstein-Grotte sowie Infrarotkabinen und ein Felsen Kaltbecken.

### Gesundheitszentrum Physikarium
Das Gesundheitszentrum Physikarium bietet vor allem präventive und revitalisierende Behandlungen wie z. B. Gesundheitsmassagen, Augenbehandlungen und Physiotherapie an. Die Bad Haller Jodsole wird dort für vielfältige Therapieformen eingesetzt.